# Costa Coffee
Treść tego artykułu może nie być zgodna z zasadami neutralnego punktu widzenia,
ponieważ 2018-04, kwestie etyczne, skandal z 2019 r. etc.
 Po wyeliminowaniu niedoskonałości należy usunąć szablon {{Dopracować}} z tego artykułu.
Costa Coffee – brytyjska sieć kawiarni z siedzibą w Dunstable (hrabstwo Bedfordshire, Anglia). Największa w Wielkiej Brytanii i druga co do wielkości na świecie (po sieci Starbucks).

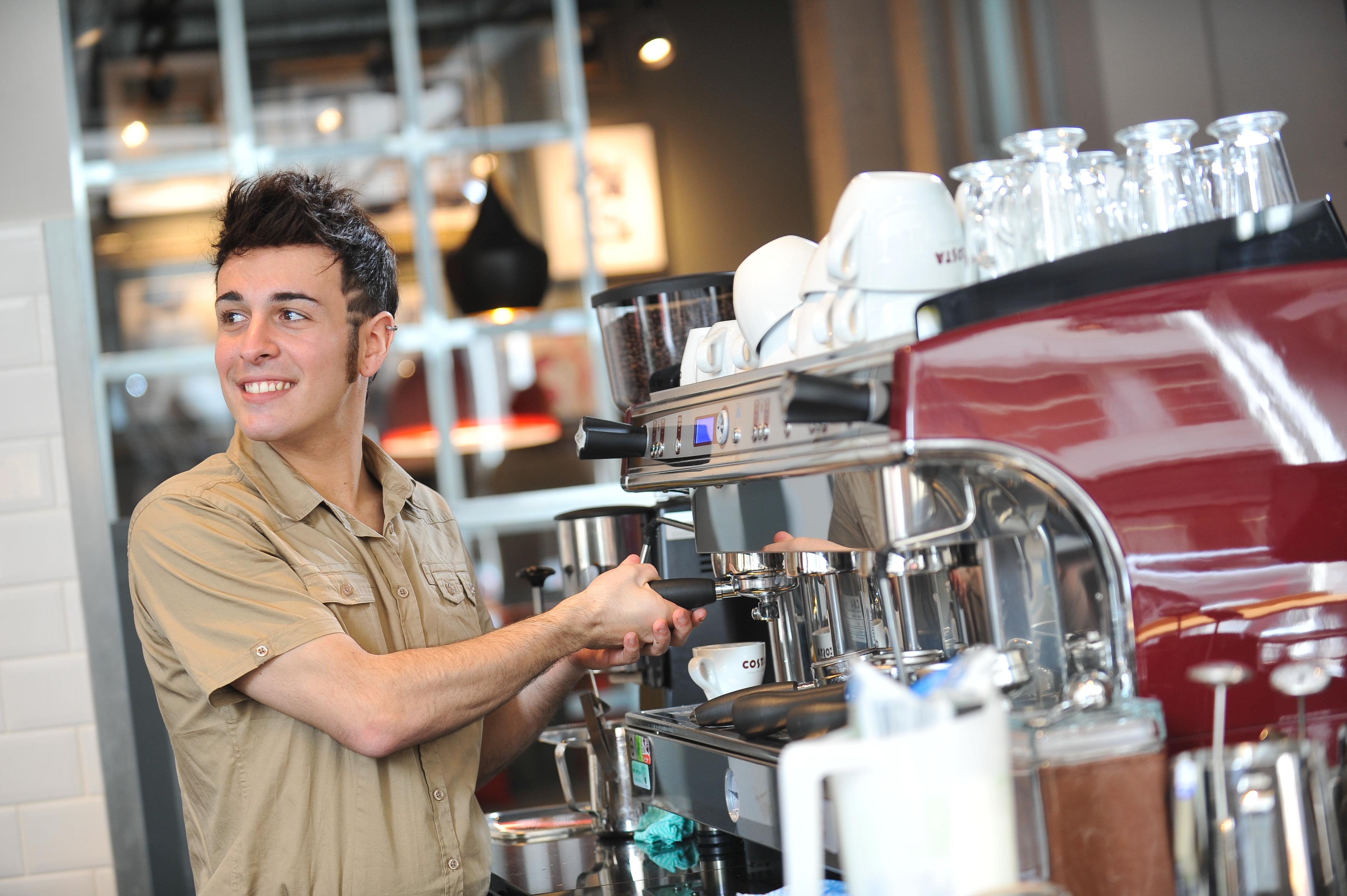
Barista w kawiarni Costa Coffee

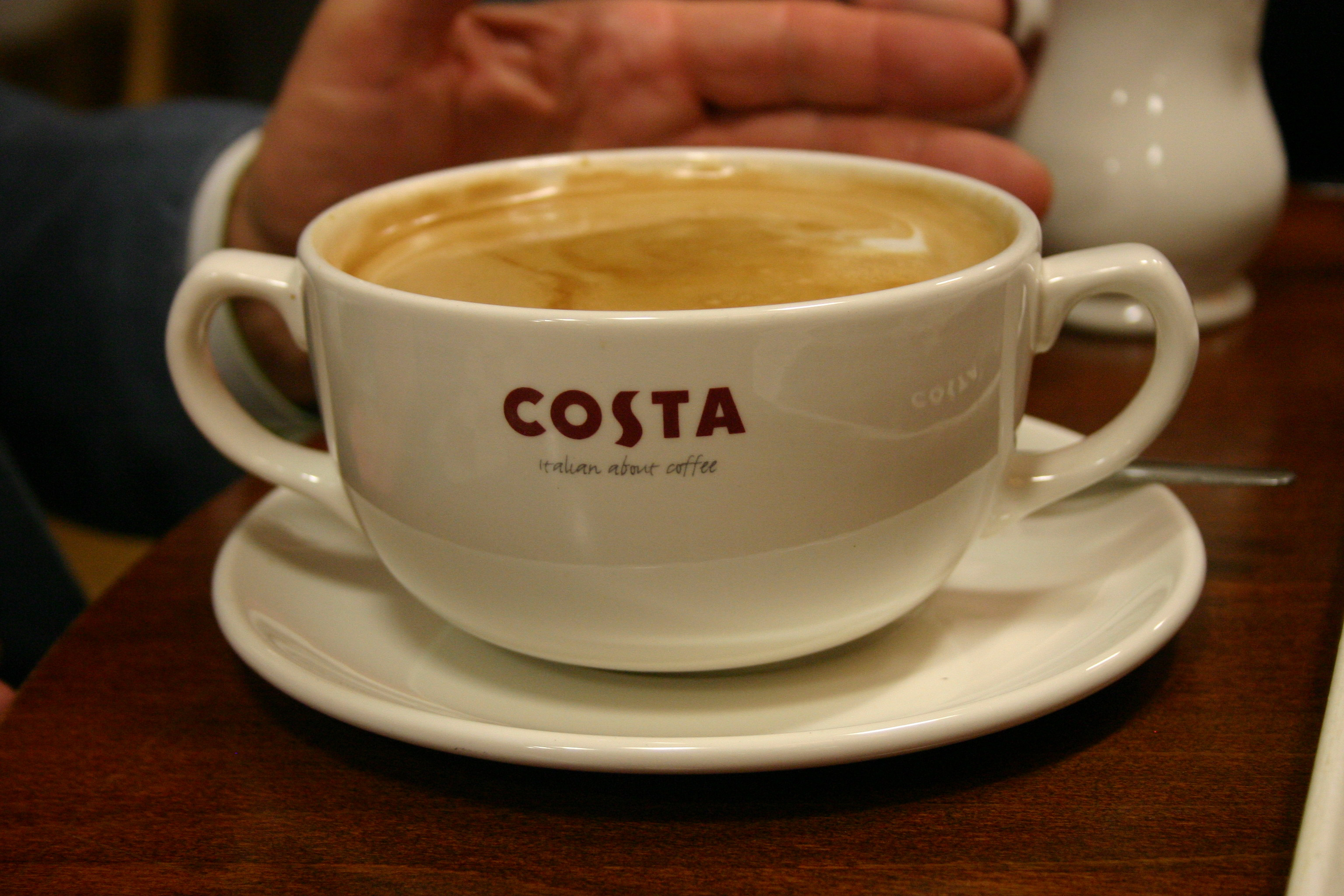
Kawa w Costa Coffee

Powstała w 1971 roku w Londynie, z inicjatywy dwóch braci pochodzących z Włoch – Sergia i Bruna Costa. W 1995 roku firma została wykupiona przez brytyjskie przedsiębiorstwo Whitbread. Obecnie posiada ponad 3000 kawiarni w 30 krajach, z czego blisko 1800 znajduje się w Wielkiej Brytanii. W roku finansowym 2013/2014 Costa zanotowała sprzedaż na poziomie 109,8 mln funtów.

## Historia
W 1971 roku bracia Bruno i Sergio Costa otworzyli w Londynie palarnię kawy, która dostarczała kawę do lokalnych firm cateringowych oraz kawiarni. W 1978 roku otworzyli pierwszą kawiarnię przy Vauxhall Bridge Road. W 1995 roku firma została przejęta przez Whitbread PLC, stając się spółką całkowicie zależną , a w 2019 została wykupiona przez The Coca Cola Company. W 2009 roku w Cardiff otwarto tysięczną kawiarnię Costa Coffee. W grudniu tego samego roku firma została właścicielem sieci Coffeeheaven, którą wykupiła za kwotę 36 milionów funtów, otwierając tym samym 79 nowych kawiarni w Europie Środkowej i Wschodniej.

## Costa Coffee na świecie
Costa posiada blisko 3000 kawiarni zlokalizowanych w ponad 30 krajach, z czego około 1800 w Wielkiej Brytanii.
Kawiarnie Costy można znaleźć na lotniskach i stacjach kolejowych, w księgarniach Waterstone's, WH Smith, hotelach Marriott, kinach Odeon, sklepach Homebase, Tesco, Pizza Hut, a także w różnych miejscach pracy. Największa kawiarnia Costa znajduje się w Dubaju i może pomieścić 320 osób.
Kraje, w których Costa Coffee posiada kawiarnie
- Bośnia i Hercegowina
- Bułgaria
- Chiny
- Cypr
- Czechy
- Egipt
- Grecja
- Hiszpania
- Węgry
- Indie
- Irlandia
- Jordania
- Kuwejt
- Łotwa
- Malta
- Liban
- Czarnogóra
- Oman
- Pakistan
- Polska
- Niemcy
- Portugalia
- Katar
- Rumunia
- Rosja
- Arabia Saudyjska
- Serbia
- Stany Zjednoczone
- Syria
- Turcja
- Zjednoczone Emiraty Arabskie
- Wielka Brytania
- Ukraina

### Costa Coffee w Polsce
Operatorem Costa Coffee w Polsce jest CHI Polska, dawny założyciel sieci Coffeeheaven, która była obecna na polskim rynku od 1999 roku. W 2009 r. koncern Whitbread, właściciel sieci Costa Coffee, przejął CHI Polska. Od końca 2012 spółka zaczęła zmieniać nazwę kawiarń na Costa by Coffeeheaven, łącząc przy tym ofertę obu sieci. Na wiosnę 2014 r. CHI Polska rozpoczęła proces całkowitego rebrandingu, wskutek czego kawiarnie sieci Coffeeheaven zmieniały stopniowo nazwę na Costa Coffee.

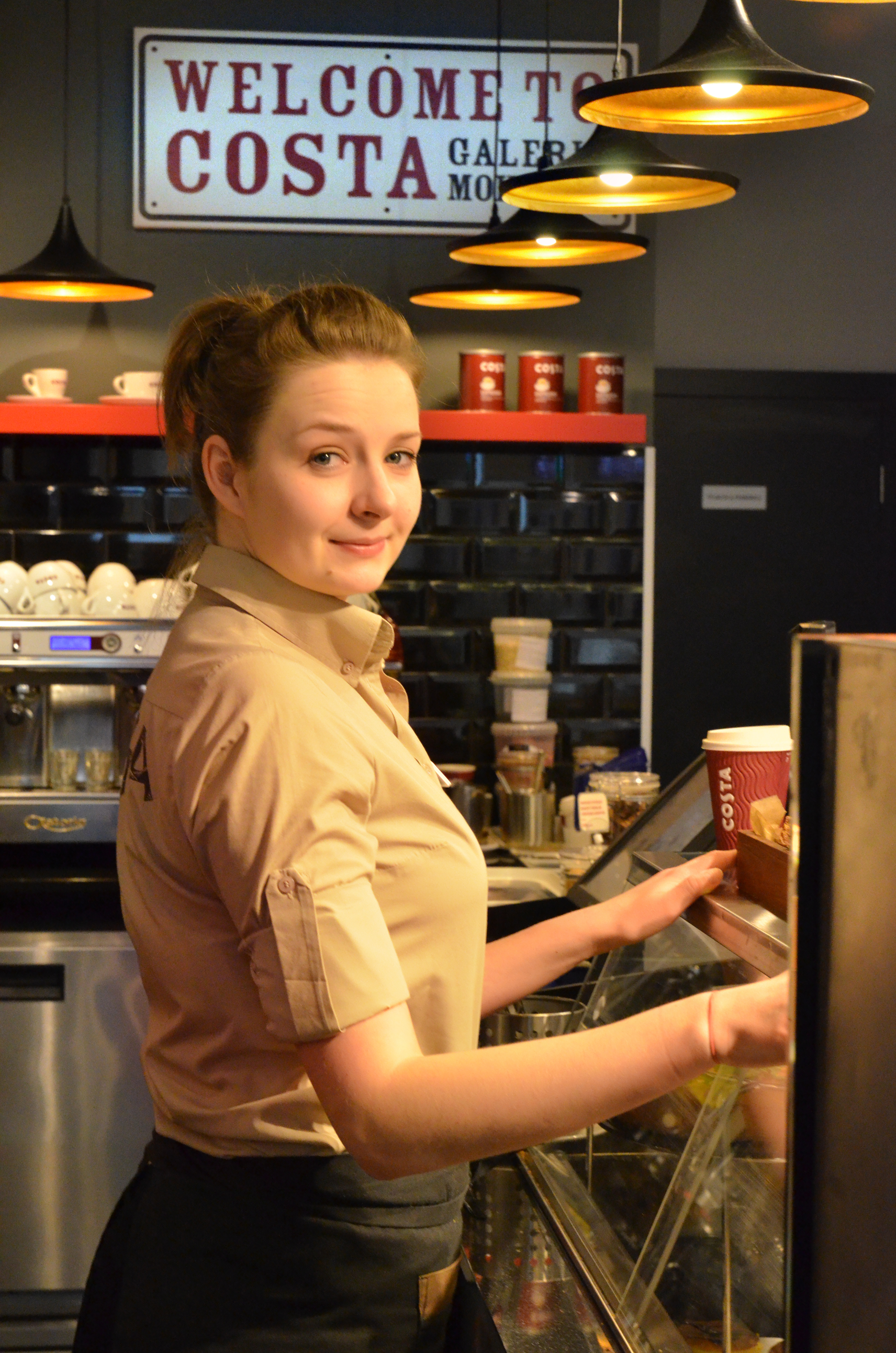
Kawiarnia Costa Coffee w Warszawie w Galerii Mokotów
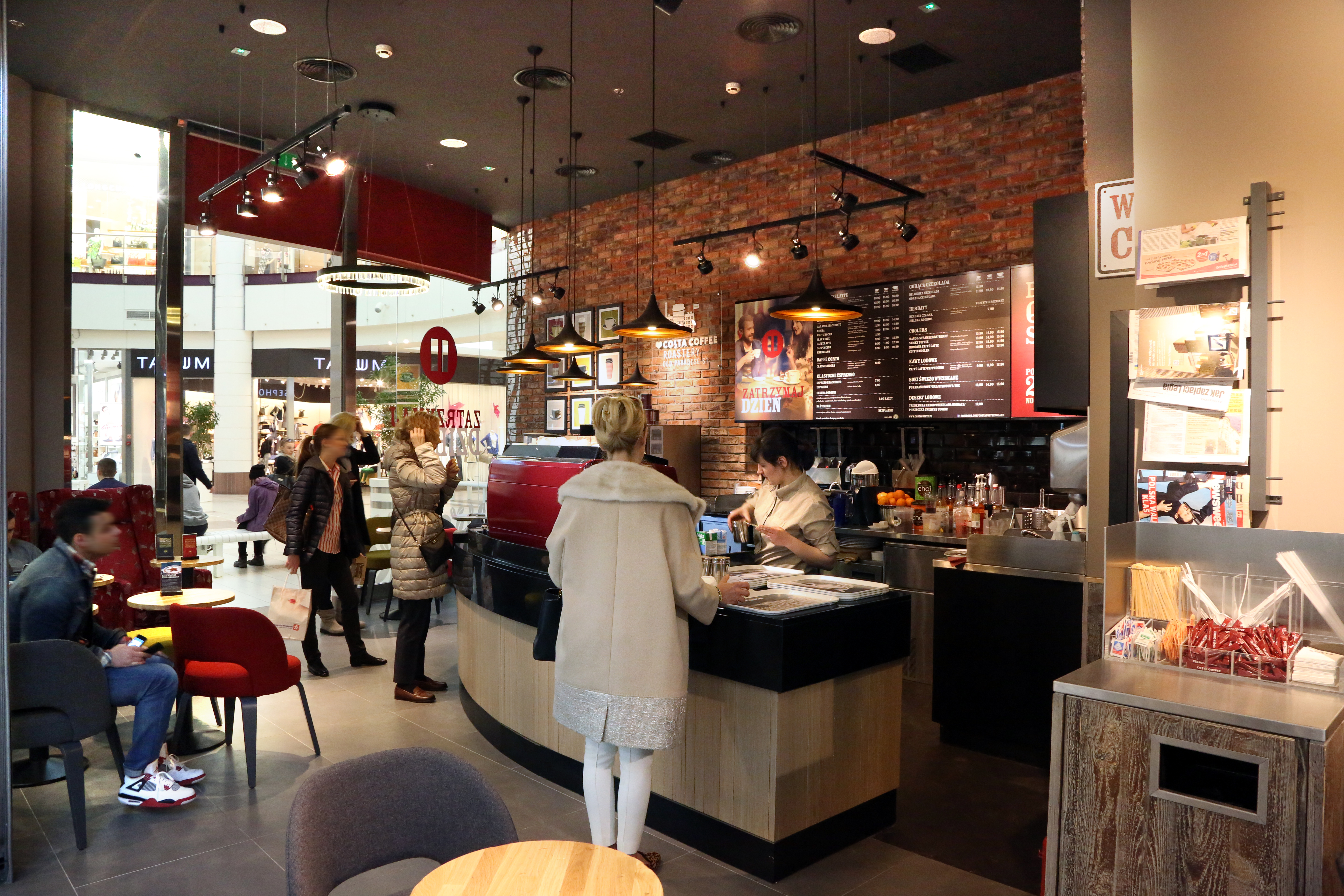
Kawiarnia Costa Coffee w Warszawie w Galerii Mokotów
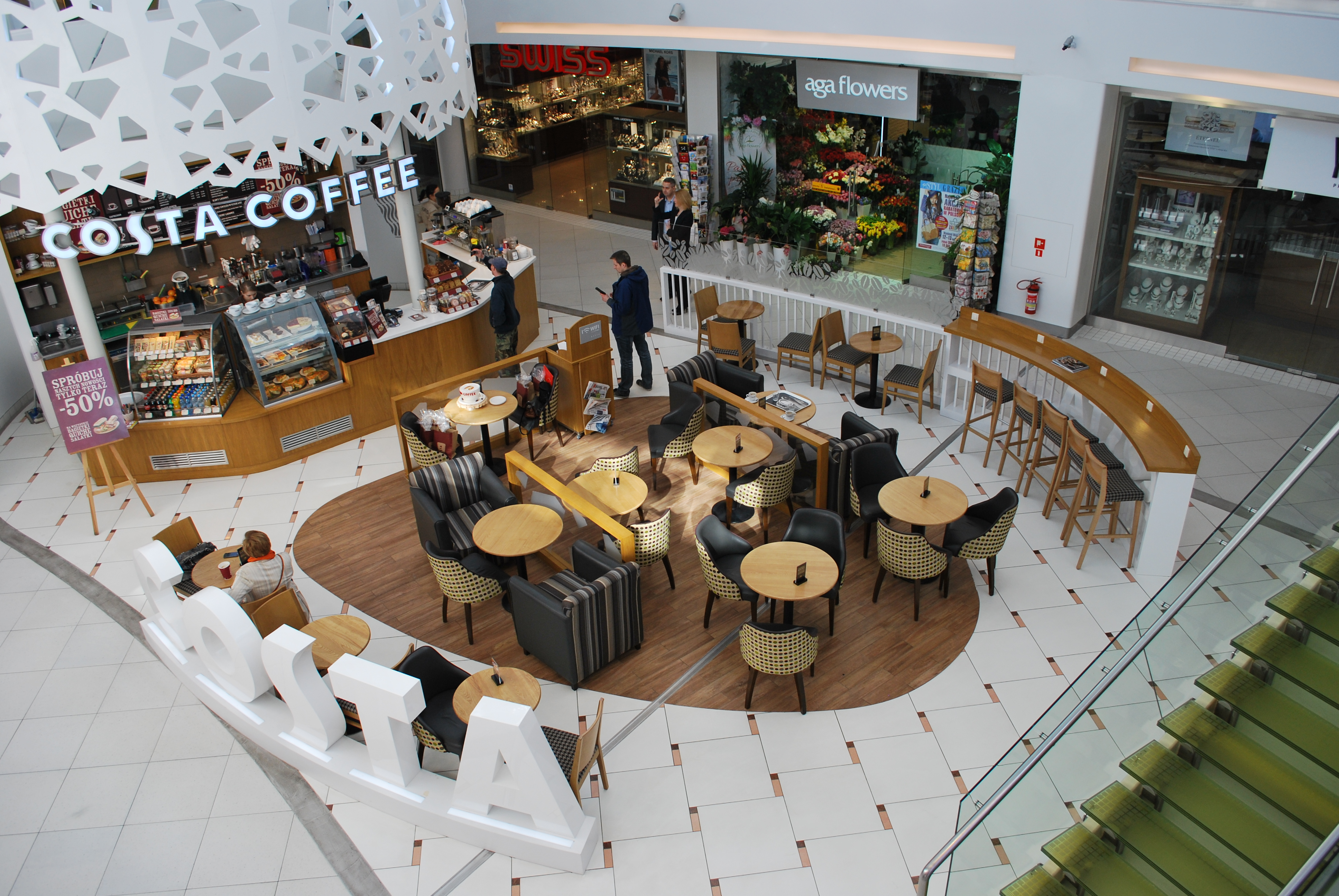
Kawiarnia Costa Coffee w Domu Mody Klif w Warszawie
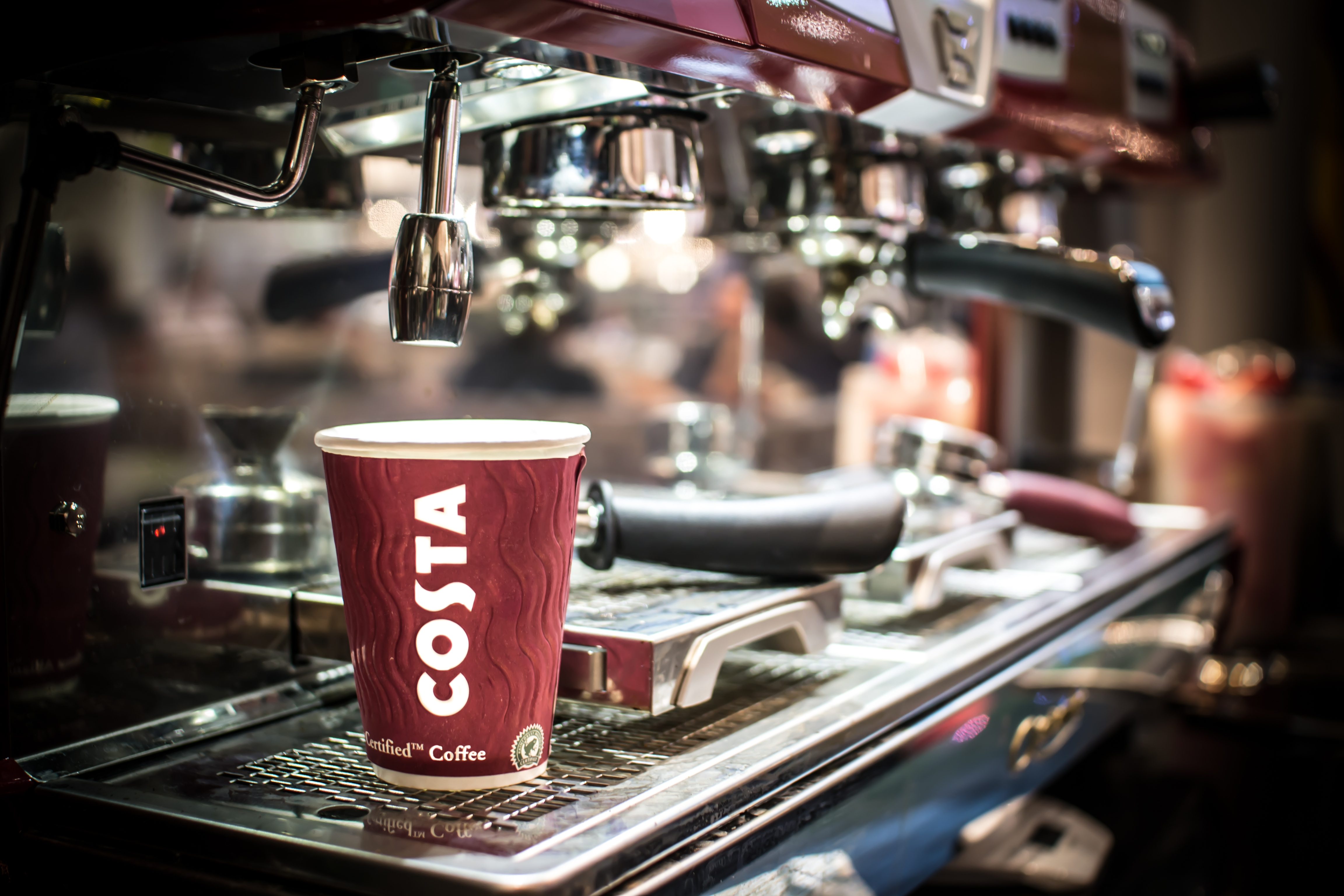
Ekspres do kawy w Costa Coffee

## Produkty
Treść tej sekcji od 2014-09 może nie być zgodna z zasadami neutralnego punktu widzenia,
ponieważ Wątpliwości co do poziomu zachwalanej poniżej „handlowej etyczności”/„sprawiedliwości” zgłaszane m.in. w www.economist.com, www.theguardian.com.
 Po wyeliminowaniu niedoskonałości należy usunąć szablon {{Dopracować}} z tej sekcji.
W kawiarniach Costa Coffee wszystkie kawy przygotowywane są na bazie mieszanki Mocha Italia. Sieć oferuje klasyczne kawy, takie jak Cappuccino, Americano, Corto oraz sezonowe napoje kawowe. Oprócz klasycznej oferty, klient ma możliwość zamówienia kawy bezkofeinowej, na bazie napoju sojowego, kokosowo-sojowego, migdałowego lub bez laktozy, a także z dodatkami takimi jak m.in. bita śmietana. W ofercie Costa Coffee znajdują się również wybrane Chai Latte oraz szereg innych napojów na bazie kawy oraz herbaty. Ponadto w sprzedaży dostępne są produkty takie jak ciastka, torty, a także menu śniadaniowe i lunchowe.
Wszystkie ziarna wchodzące w skład mieszanki Mocha Italia pochodzą z upraw certyfikowanych przez Rainforest Alliance.

## Fundacja Costa
W 2006 roku została założona Fundacja Costa – organizacja charytatywna, której zadaniem jest poprawa warunków życia plantatorów kawy w takich krajach jak Kolumbia, Kostaryka, Etiopia, Gwatemala, Uganda i Wietnam. Głównym celem Fundacji jest zapewnienie dostępu do edukacji dzieciom plantatorów kawy. Projekty te koncentrują się na zapewnieniu budynków i wyposażenia szkół, obejmują budowę studni. COSTA inwestuje także w programy żywieniowe, przeznaczając ziemię pod uprawy i ucząc społeczność, jak uprawiać plony niezbędne do wyżywienia rodzin. Do tej pory wybudowano ponad 40 szkół w 8 krajach, na 3 kontynentach.

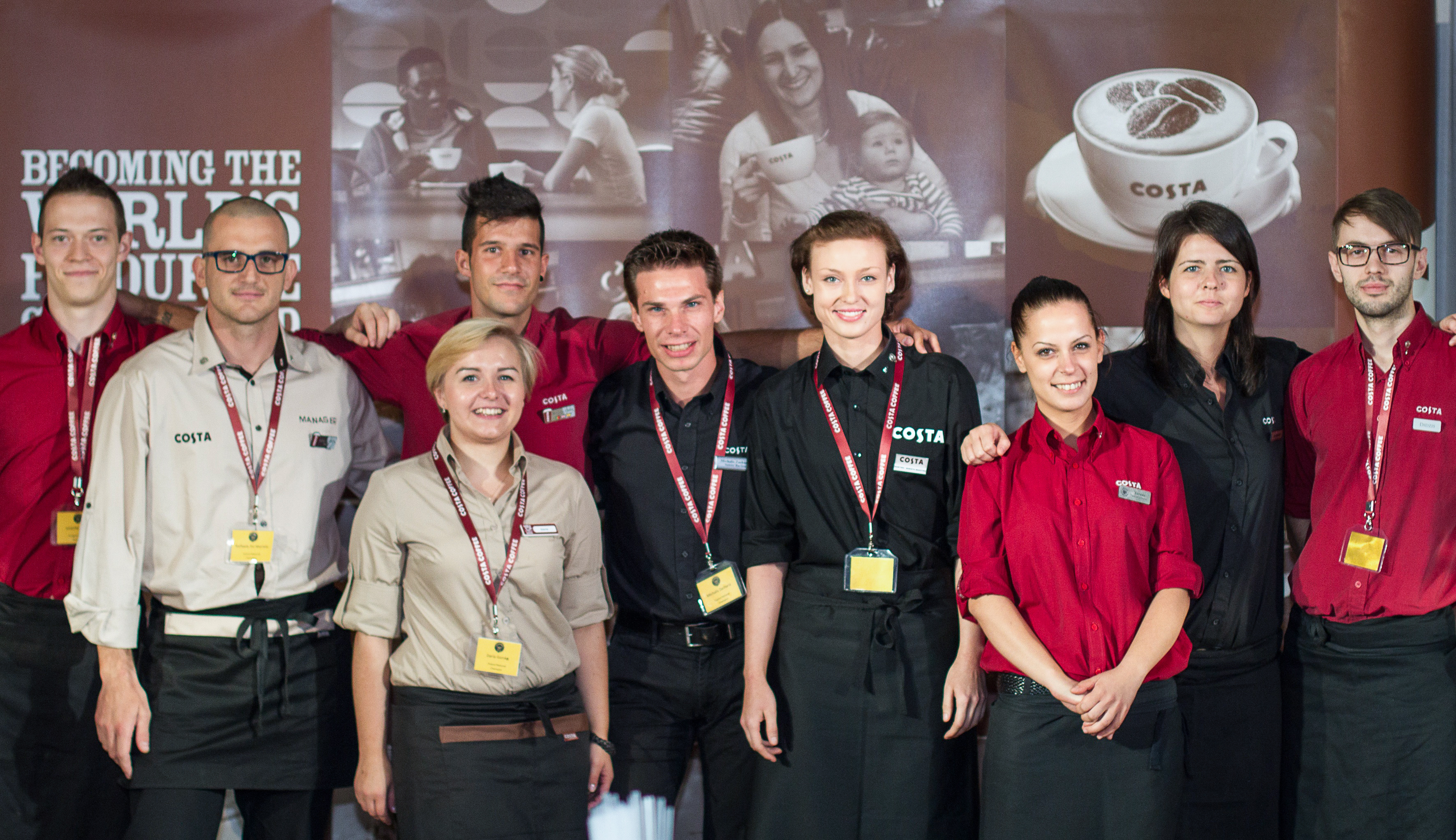
Barista of the Year 2013

## Barista of the Year
Bariści Costa Coffee podnoszą swoje kwalifikacje podczas udziału w cyklicznych Akademiach Kawowych. Najlepsi mają możliwość sprawdzenia swoich umiejętności w międzynarodowym konkursie Barista of the Year (BOY), organizowanym nieprzerwanie od 2006 roku. Każdego roku około 1000 Baristów uczestniczy w mistrzostwach. W 2014 roku finał europejski mistrzostw Barista of the Year został po raz pierwszy zorganizowany w Polsce, w Warszawie.